# Denis Galimzjanov
Denis Ramiljewitsj Galimzjanov (Russisch: Денис Рамильевич Галимзянов) (Sverdlovsk, 7 maart 1987) is een Russisch wielrenner die anno 2012 uitkomt voor Team Katjoesja. Op 16 april werd bekendgemaakt dat hij bij een dopingcontrole buiten competitie op 22  maart 2012 positief testte op epo en dat hij voorlopig geschorst is door de UCI. Hij gaf de feiten toe en zag af van een tegenexpertise. In december van dat jaar werd hij met terugwerkende kracht voor twee jaar geschorst. De schorsing geldt vanaf 13 april 2012.

## Overwinningen
2006
- 8e etappe Way to Pekin
- 4e etappe, deel B Ronde van Bulgarije

2007
- 1e etappe GP Sochi
- Mayor Cup
- 5e etappe Five Rings of Moscow
- 5e etappe Ronde van Berlijn
- Proloog Ronde van Hainan
- 3e etappe Ronde van Hainan

2008
- 5e etappe Ronde van Normandië
- 1e etappe, deel B Vijf ringen van Moskou
- 2e etappe Vijf ringen van Moskou
- 3e etappe Vijf ringen van Moskou
- 5e etappe Vijf ringen van Moskou
- Eindklassement Vijf ringen van Moskou
- 3e etappe Baltyk-Karkonosze-Tour
- 1e etappe Ronde van Sochi

2010
- 3e etappe Ronde van Burgos (ploegentijdrit, met Giampaolo Caruso, Vladimir Karpets, Filippo Pozzato, Alexandre Botcharov, Sergej Klimov, Joan Horrach Rippoll en Luca Mazzanti)

2011
- 2e etappe Driedaagse van De Panne-Koksijde
- Puntenklassement Driedaagse van De Panne-Koksijde
- 1e etappe Ronde van Luxemburg
- Parijs-Brussel
- 5e etappe Ronde van Peking

2012
- 1e etappe Ronde van de Sarthe

## Resultaten in voornaamste wedstrijden
| Jaar | Ronde van Italië | Ronde van Frankrijk | Ronde van Spanje |
| ---- | ---------------- | ------------------- | ---------------- |
| 2010 |                  |                     | opgave           |
| 2011 |                  | buiten tijd         |                  |

| Jaar | Gent-Wevelgem | Parijs-Brussel |  | WK op de weg |  | Wereldranglijsten |
| ---- | ------------- | -------------- |  | ------------ |  | ----------------- |
| 2010 | 64e           |                |  |              |  | 245e (UWK)        |
| 2011 | 102e          | Goud           |  | 11e          |  |                   |

Wielerploegen van Denis Galimzjanov
Bodrogi · 
Botsjarov ·
Broett · 
Colom · 
Dehaes (tot 30/06) ·
Galimzjanov ·
Horrach · 
Ignatjev · 
Ivanov ·
Jeskov ·
Karpets · 
Klimov · 
Markov · 
Mazzanti · 
McEwen · 
Michajlov ·  
Napolitano · 
Petrov · 
Pfannberger · 
Pozzato · 
Rovny · 
Serov · 
Steegmans (tot 31/07) · 
Swift · 
Troesov · 
Vandenbergh · 
Vantomme ·
Debusschere (stagiair) ·
Ovetsjkin (stagiair) 
Bandiera · 
Bodrogi · 
Botsjarov ·
Broett · 
Caruso ·
Chalilov ·
Galimzjanov ·
Goesev ·
Horrach · 
Ignatjev · 
Ivanov ·
Jeskov ·
Karpets ·
Kirchen (tot 31/07) · 
Klimov · 
Kolobnev ·
Kritski ·
Mazzanti · 
McEwen ·   
Napolitano ·
Ovetsjkin · 
Petrov · 
Pliușchin · 
Pozzato · 
Rodríguez · 
Silin · 
Troesov · 
Vandenbergh · 
Vantomme ·
Vorganov ·
Antonov (stagiair) ·
Mironov (stagiair) ·
Porsev (stagiair)
Arguelyes · 
Broett · 
Caruso ·
Di Luca ·
Galimzjanov ·
Goesev ·
Horrach · 
Hoste · 
Ignatenko · 
Ignatjev · 
Isajtsjev ·
Ivanov ·
Karpets ·
Koetsjynski ·
Kolobnev ·
Kritski ·
Losada · 
Mironov ·
Moreno ·   
Ovetsjkin · 
Paolini ·
Pliușchin · 
Porsev · 
Pozzato · 
Rodríguez · 
Silin · 
Troesov · 
Trofimov ·
Vandenbergh · 
Vantomme ·
Vorganov
Belkov · 
Broett · 
Caruso ·
Florencio ·
Freire ·
Galimzjanov (tot 15/04) ·
Goesev ·
Haller ·
Horrach · 
Ignatenko · 
Ignatjev · 
Isajtsjev ·
Koetsjynski ·
Kolobnev ·
Kristoff ·
Kritski ·
Losada · 
Mensjov ·
Moreno ·   
Paolini · 
Porsev ·  
Rodríguez · 
Selig ·
Smukulis · 
Špilak · 
Tsatevitsj · 
Trofimov ·
Vantomme ·
Vicioso · 
Vorganov ·
Koeznetsov (stagiair) ·
Vorobjov (stagiair) ·
Zakarin (stagiair)